# Anoplosiagum sjostedti
Anoplosiagum sjostedti är en skalbaggsart som beskrevs av Moser 1921. Anoplosiagum sjostedti ingår i släktet Anoplosiagum och familjen Melolonthidae. Inga underarter finns listade i Catalogue of Life.